# Mozart Mello
Mozart Mello (São Paulo, 20 de julho de 1953) é um guitarrista e professor brasileiro.
Foi professor e diretor pedagógico do do Instituto de Guitarra e Tecnologia (IG&T). Lecionou para guitarristas como Juninho Afram, Kiko Loureiro, Edu Ardanuy, Rafael Bittencourt, Wanderson Bersani, Gabriel Soman e Vandré Nascimento, dentre tantos outros.

## Carreira
Começou a tocar por influência da família. Seu avô materno era músico e tocava em um coreto. Seu pai tocava vários instrumentos de ouvido, entre eles o violão. Sua mãe tocava acordeão e teclado, mas foram as harmonias de bossa nova saídas do violão de sua irmã que o inspiraram a se desenvolver no meio musical.
Atuou no programa de televisão MiniGuarda, no qual fazia parte da banda Os Selvagens, em 1967.
Foi parte, na década de 1970, das bandas de rock progressivo Terreno Baldio e Joelho de Porco, além do Trio D’Alma, com André Geraissati e Ulisses Rocha.
Também participou do Free Jazz Festival, nas edições 1985 e 1986.

## Prêmios e honrarias
- Em 2012, foi incluído na lista dos 30 maiores ícones brasileiros da guitarra e do violão (categoria: Heróis virtuosos) da revista Rolling Stone Brasil.[7]